# Jami Gertz
Jami Gertz (Chicago, 28 oktober 1965) is een Amerikaans actrice. Ze werd in 1997 genomineerd voor een Razzie Award voor de slechtste vrouwelijke bijrol in Twister, maar daarentegen ook voor een Emmy Award in 2001 voor haar gastrol in Ally McBeal.
Gertz is van joods-Italiaanse afkomst. Haar filmdebuut in Endless Love (1981) was ook de eerste film waarin Tom Cruise speelde. Ze trouwde in 1989 met Antony Ressler, met wie ze zoons Oliver (1992), Nicholas (1995) en Theo (1998) kreeg.

## Filmografie
- Lost Holiday: The Jim & Suzanne Shemwell Story (2007, televisiefilm)
- Keeping Up with the Steins (2006)
- Fighting the Odds: The Marilyn Gambrell Story (2005, televisiefilm)
- Undercover Christmas (2003, televisiefilm)
- Gilda Radner: It's Always Something (2002, televisiefilm)
- Lip Service (2001)
- True Love (2001, televisiefilm)
- Twister (1996)
- Related by Birth (1994, televisiefilm)
- This Can't Be Love (1994, televisiefilm)
- Jersey Girl (1992)
- Sibling Rivalry (1990)
- Don't Tell Her It's Me (1990)
- Renegades (1989)
- Zwei Frauen (1989, ook bekend als Silence Like Glass)
- Listen to Me (1989)
- Less Than Zero (1987)
- The Lost Boys (1987)
- Solarbabies (1986)
- Crossroads (1986)
- Quicksilver (1986)
- Mischief (1985)
- Sixteen Candles (1984)
- Alphabet City (1984)
- For Members Only (1983, televisiefilm)
- On the Right Track (1981)
- Endless Love (1981)

## Televisieseries
*Exclusief eenmalige gastrollen
- The Neighbors (26 september 2012-2014, 44 afleveringen)
- Entourage - Marlo Klein (2009, sinds 2009)
- Still Standing - Judy Miller (2002-2006, 88 afleveringen)
- Ally McBeal - Kimmy Bishop (2000-2002, vijf afleveringen)
- ER - Dr. Nina Pomerantz (1997, zes afleveringen)
- Dream On - Jane Harnick (1994-1995, drie afleveringen)
- Seinfeld - Jane (1994, aflevering 12, seizoen 5 - The Stall)
- Dreams - Martha Spino (1984, twaalf afleveringen)
- The Facts of Life - Boots St. Claire (1983-1984, vier afleveringen)
- Square Pegs - Muffy Tepperman (1982-1983, twintig afleveringen)

- Biblioteca Nacional de España: XX1260883
- Bibliothèque nationale de France: cb14028504t (data)
- Gemeinsame Normdatei: 135726964
- International Standard Name Identifier: 0000 0001 1947 7077
- Library of Congress Control Number: no98014462
- Nationale Bibliotheek van Polen: a0000001762530
- SNAC: w6rp65mz
- Système universitaire de documentation: 163976368
- Trove: 1533889
- Virtual International Authority File: 24801137
- WorldCat: E39PBJpYvRMq6YMQjB6qgYmDbd